# Durazno de San Francisco
Durazno de San Francisco är en ort i Mexiko.   Den ligger i kommunen Pinal de Amoles och delstaten Querétaro Arteaga, i den centrala delen av landet, 190 km norr om huvudstaden Mexico City. Durazno de San Francisco ligger 1 784 meter över havet och antalet invånare är 146.
Terrängen runt Durazno de San Francisco är kuperad norrut, men söderut är den bergig. Terrängen runt Durazno de San Francisco sluttar österut. Runt Durazno de San Francisco är det ganska glesbefolkat, med 36 invånare per kvadratkilometer. Närmaste större samhälle är Jalpan, 13,6 km nordost om Durazno de San Francisco. I omgivningarna runt Durazno de San Francisco växer huvudsakligen savannskog.